# Nationalparks und Naturschutzgebiete in Kenia

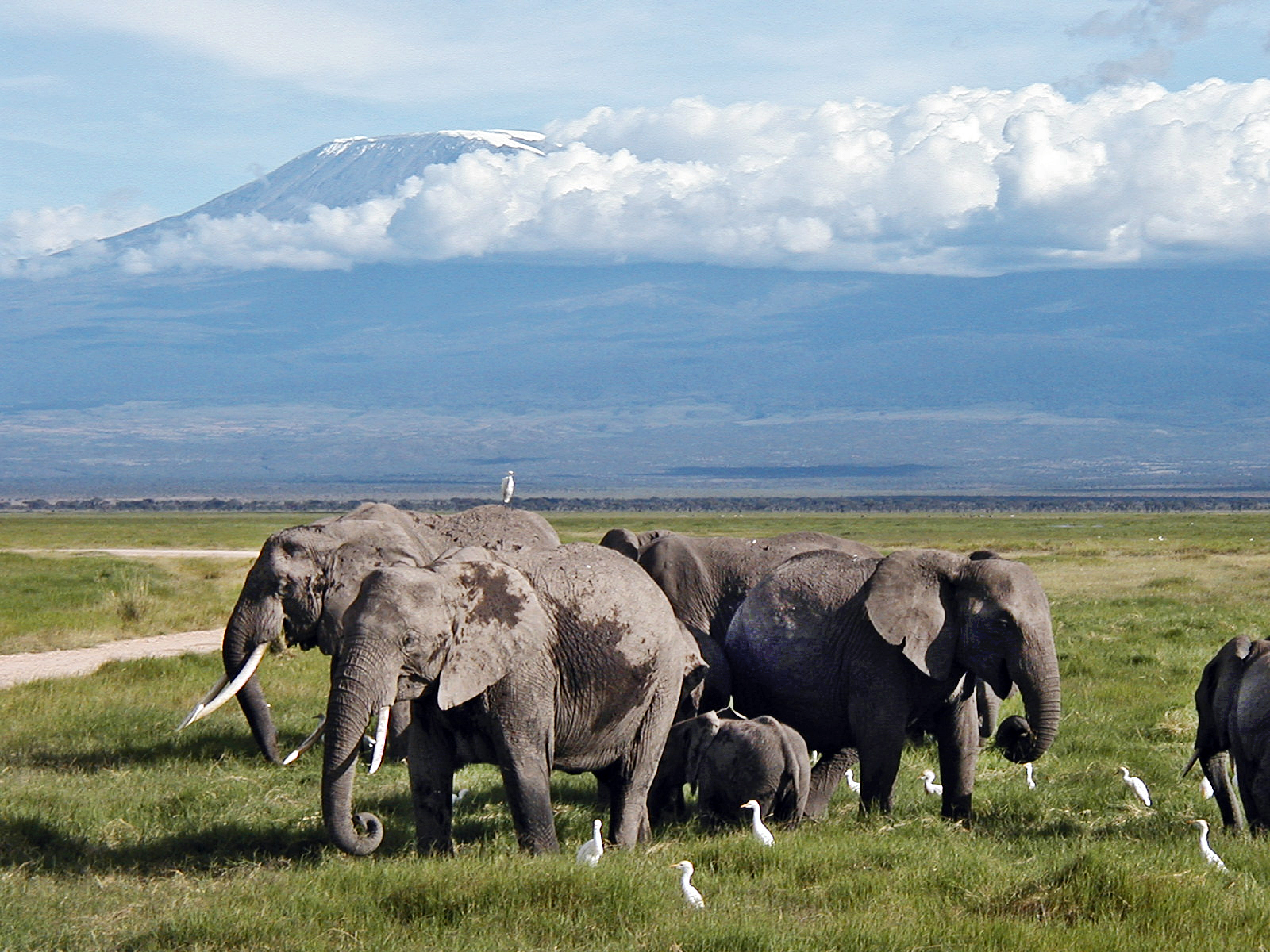
Amboseli-Nationalpark

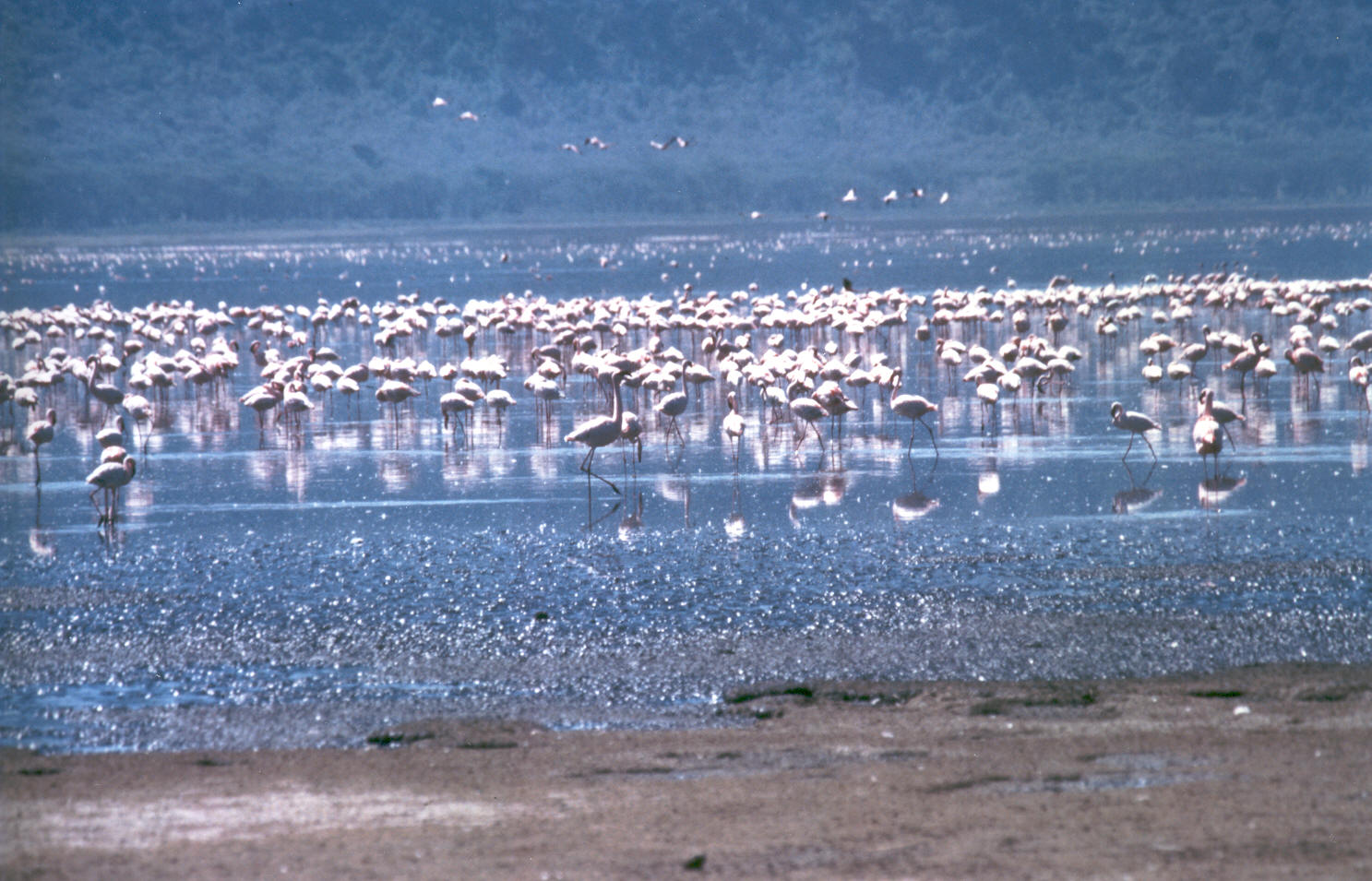
Lake-Nakuru-Nationalpark

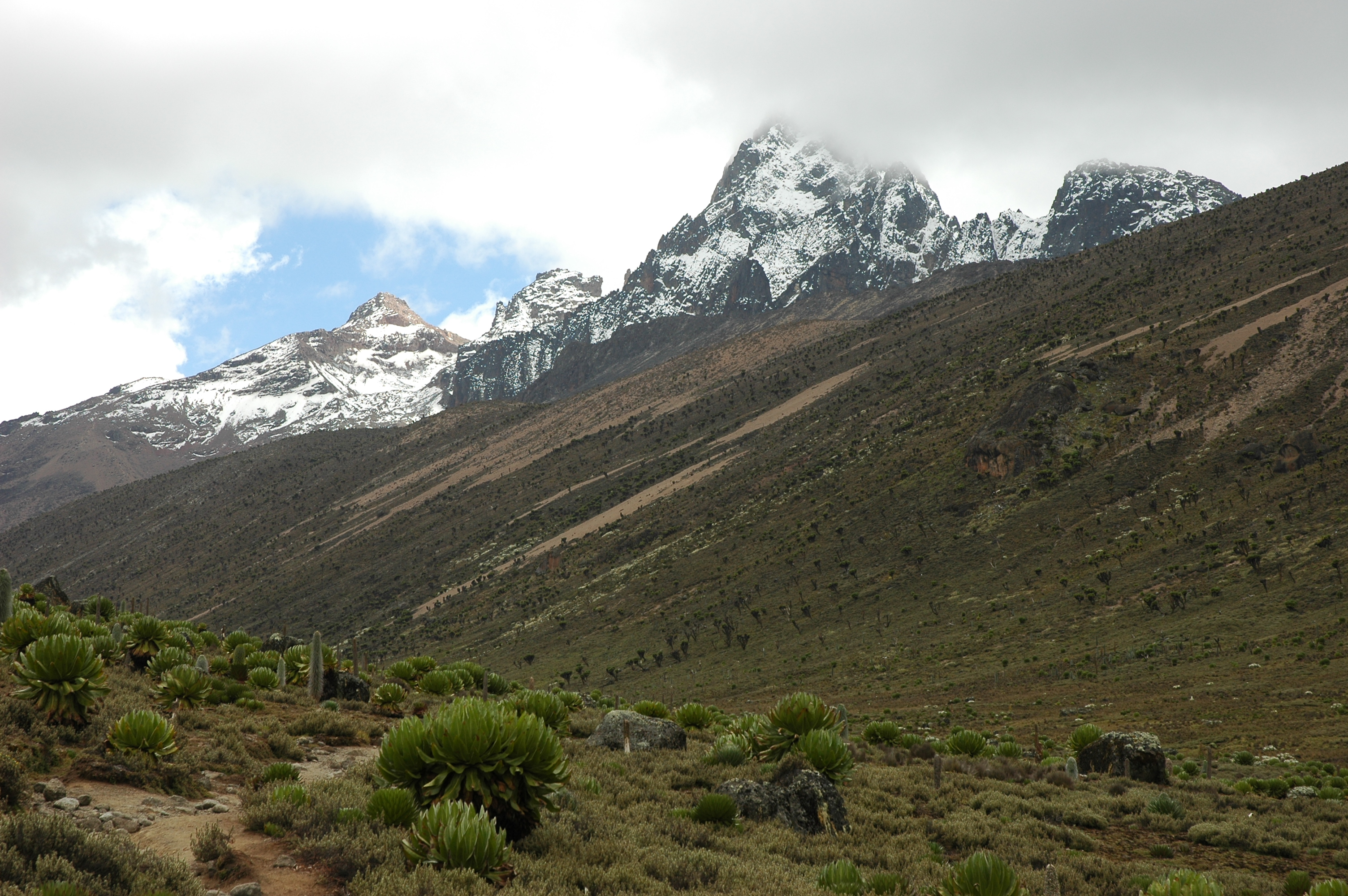
Mount-Kenya-Nationalpark

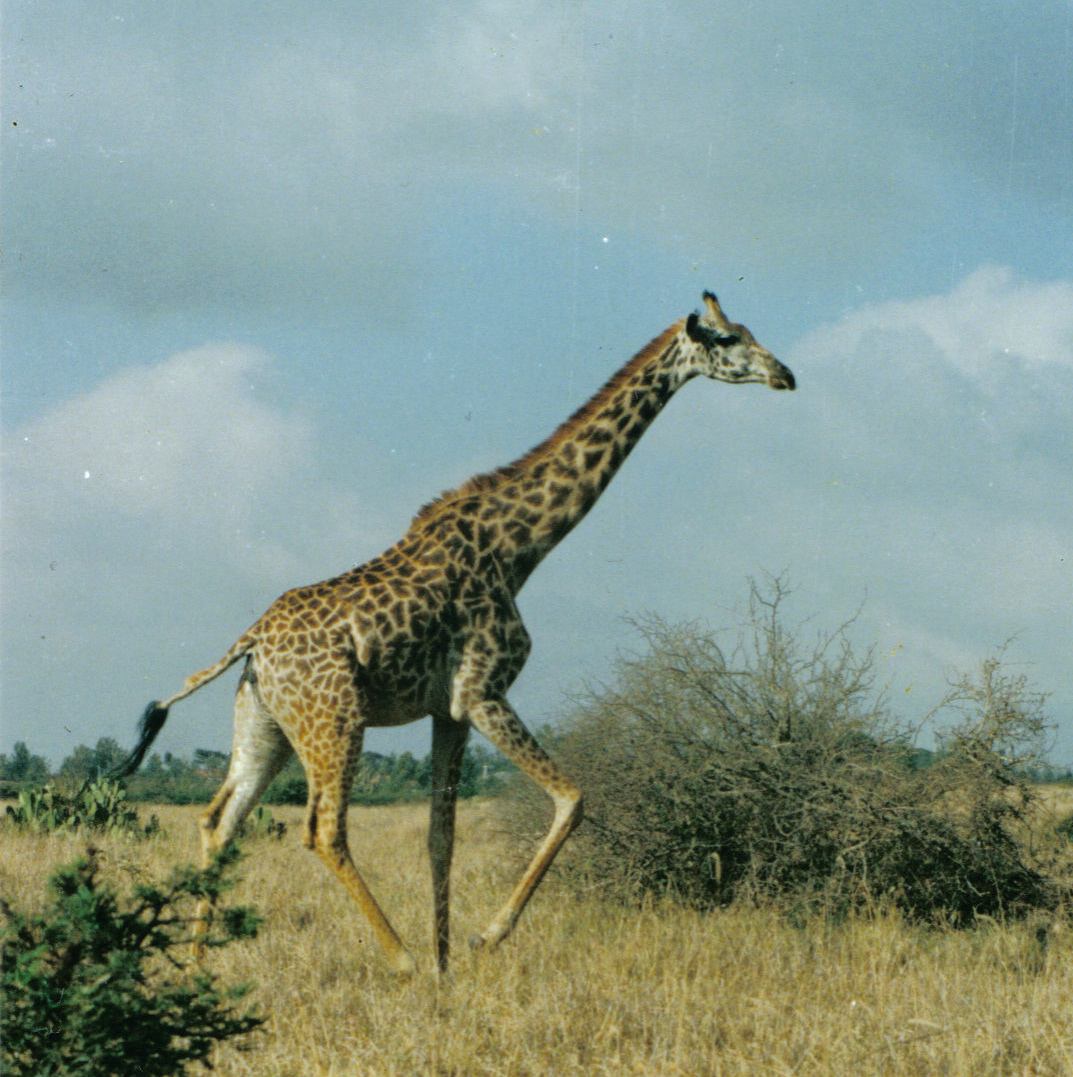
Nairobi-Nationalpark

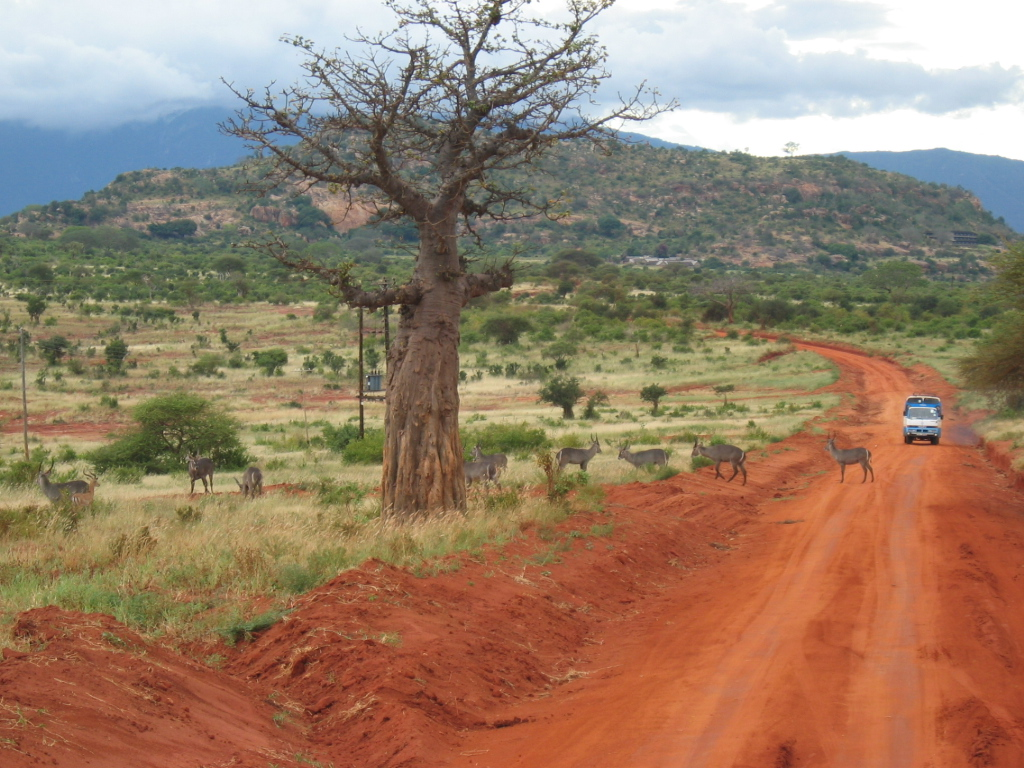
Tsavo-East-Nationalpark

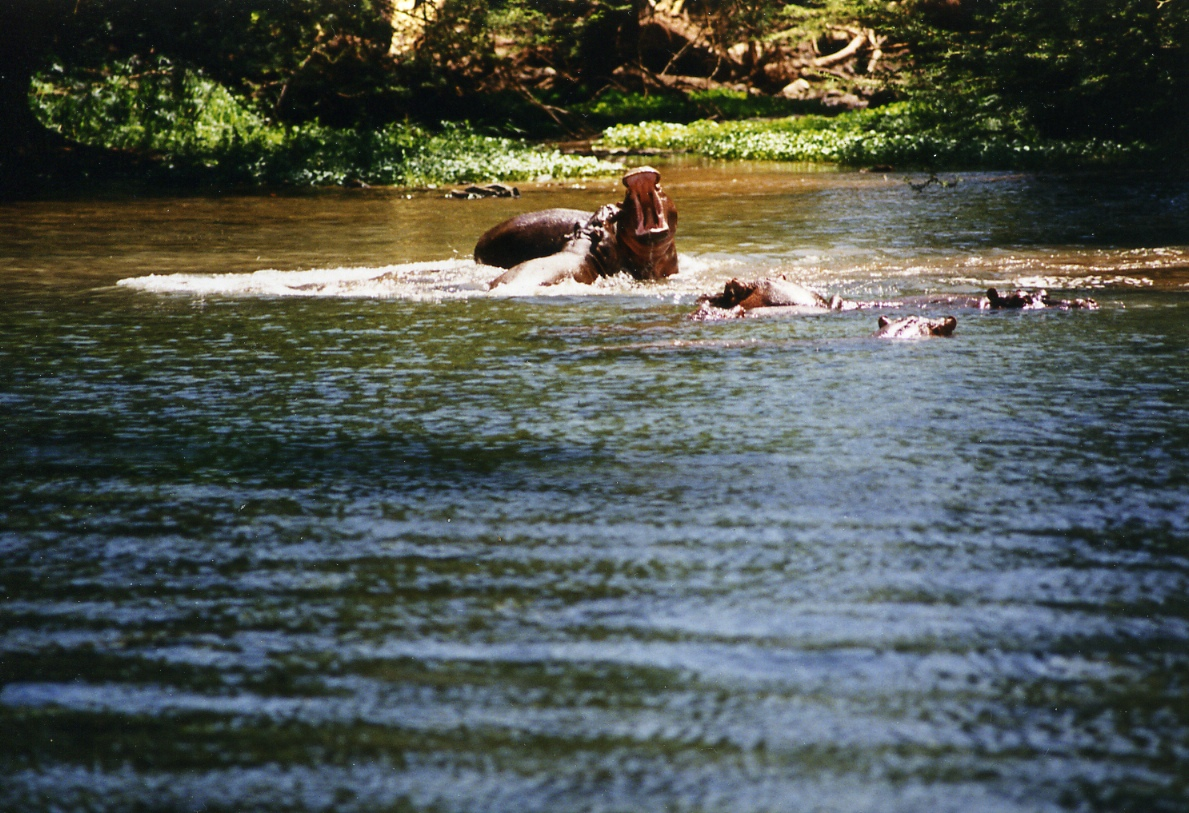
Tsavo-West-Nationalpark

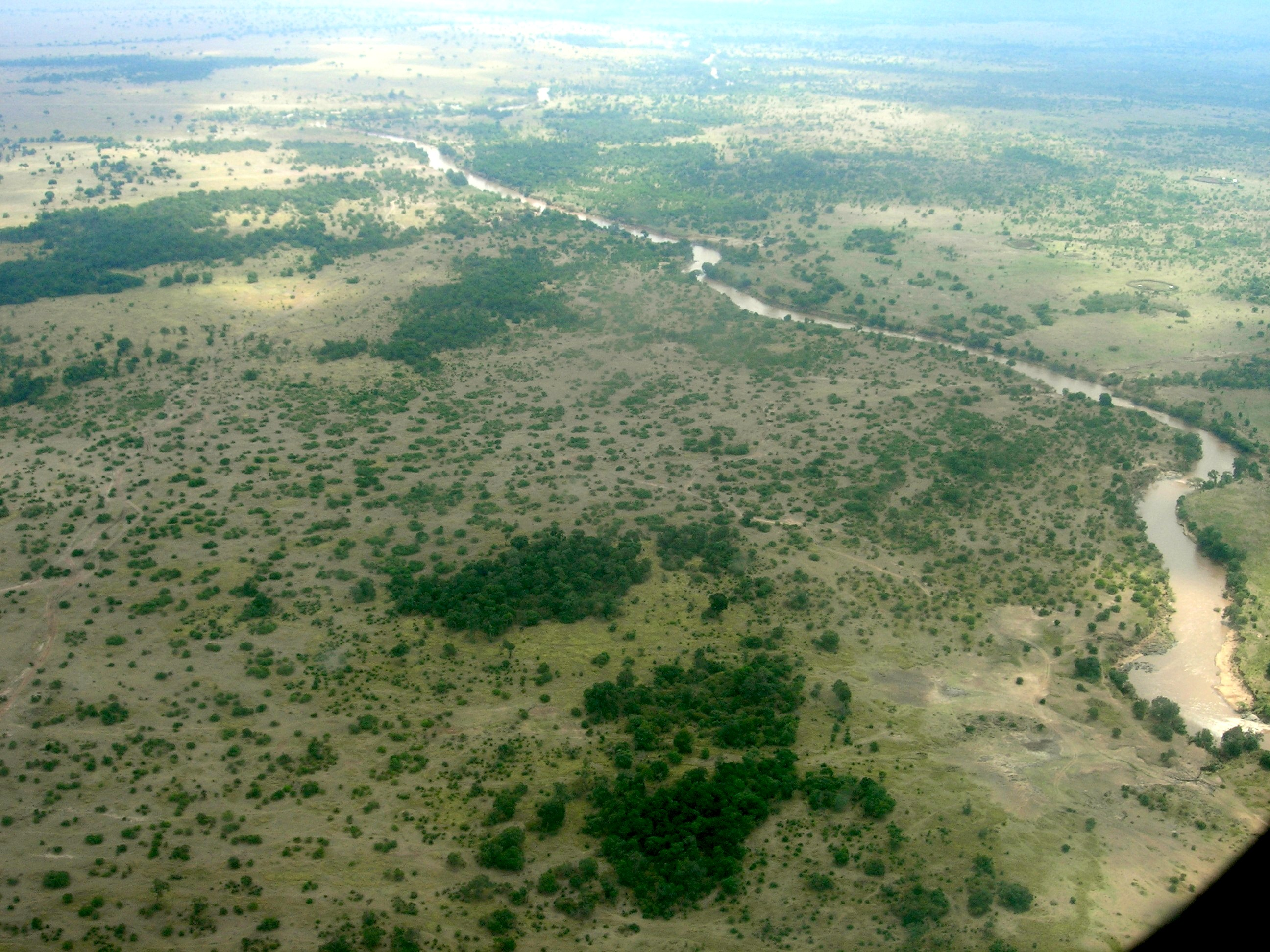
Masai Mara National Reserve

In Kenia gibt es eine Vielzahl an Nationalparks und Naturschutzgebieten, die neben der Naturschutzfunktion auch eine wichtige wirtschaftliche Grundlage für den Tourismus im Land darstellen.
Entsprechend der verschiedenen Schutzgebietskategorien erfüllen die jeweiligen Gebiete unterschiedliche Naturschutzfunktionen. Die Nationalparks unterliegen der höchsten Schutzstufe, gefolgt von den National Reserves (Reservate) und schließlich den Sanctuaries (Schutzgebiete). Letztere sind häufig in privater Hand und ergänzen oder erweitern staatliche Schutzgebiete. In Kenia sind nur wenige Nationalparks oder Reservate komplett umzäunt, wie zum Beispiel der Lake-Nakuru-Nationalpark. Häufig gibt es Abgrenzungen zu bewohnten Gebieten, etwa in Nairobi zum Nairobi-Nationalpark oder in Voi zum Tsavo-Nationalpark. Die meisten Parks unterliegen der Verwaltung des Kenya Wildlife Service. Reservate werden zusätzlich von den örtlichen Verwaltungen gemanagt, wie zum Beispiel die Masai Mara.
Die direkte Bargeldzahlung an den Einfahrtstoren (Gates) der großen Nationalparks in Kenia wurde abgeschafft. Selbstfahrende Besucher müssen an den Haupteinfahrten eine sogenannte Smartcard erwerben. Der Erwerb der Karte ist auch in Mombasa und Nairobi möglich.
Eines der ersten Naturschutzgebiete Kenias war das 1899 angelegte Southern Reserve mit rund 33.000 km².

## Nationalparks
- Aberdare-Nationalpark
- Amboseli-Nationalpark
- Arabuko-Sokoke-Nationalpark
- Bisanadi-Nationalpark
- Central-Island-Nationalpark
- Chyulu-Hills-Nationalpark
- Hell’s-Gate-Nationalpark
- Kora-Nationalpark
- Lake-Nakuru-Nationalpark
- Losai-Nationalpark
- Marsabit-Nationalpark
- Meru-Nationalpark
- Mount-Elgon-Nationalpark
- Mount-Kenya-Nationalpark
- Mount-Longonot-Nationalpark
- Nairobi-Nationalpark
- Ol-Donyo-Sabuk-Nationalpark
- Ruma-Nationalpark
- Saiwa-Swamp-Nationalpark
- Sibiloi-Nationalpark
- Tsavo-East-Nationalpark
- Tsavo-West-Nationalpark

## Naturschutzgebiete
- Arawale National Reserve
- Bisanadi National Reserve
- Boni National Reserve
- Buffalo-Springs-Nationalreservat
- Central Island National Park
- Dodori-Nationalreservat
- Kakamega Forest National Reserve
- Kamnarok National Reserve
- Kisumu Impala Sanctuary
- Laikipia National Reserve
- Losai National Reserve
- Malka Mari National Reserve
- Masai Mara
- Mwea National Reserve
- Ndere Island National Reserve
- Rahole National Reserve
- Samburu National Reserve
- Shaba-Nationalreservat
- Shimba Hills National Reserve
- South Kitu National Reserve
- South Turkana National Reserve
- Tana River Primate Reserve

## Meeres-Nationalparks und -Schutzgebiete
- Kisite-Mpunguti-Meeres-Nationalpark
- Kiunga-Meeres-Nationalpark
- Malindi-Meeres-Nationalpark
- Mombasa-Meeres-Nationalpark
- Tana-Delta-Reservat
- Watamu-Meeres-Nationalpark